# Bercelini
Johannes Kornelis van Berkel (Vlaardingen, 2 april 1892- 13 maart 1977), artiestennaam Bercelini, was een Nederlandse goochelaar die in 1910 trucs met grote kaarten (18×24 cm) vertoonde.
Bercelini had een zoon, Niberco, die tempomanipulator was. Bercelini schreef in 1946 een boek getiteld Juwelen der Kaartenkunst. Dit boek werd uitgegeven door Luctor in Rotterdam. Bercelini stond daarin afgebeeld als "De Hollandse Toverkunstenaar".